# Ала ад-Дін Мухаммад
Ала ад-Дін Мухаммад III (перс. علاءالدین محمد; нар. 1211 — 1 грудня 1255) — 4-й правлячий імам Аламутської (Нізаритської) держави у 1221—1255 роках.

## Життєпис
Син імама Хасана III, та доньки Кутама, князя Ґіляна. Народився в 1211 році. 1221 року після раптової смерті батька успадкував владу. Державними справами близько 6 років керувала його мати, що було першим випадком, коли в Аламуті керувала жінка. Вона замінила багатьох нездатних намісників у Рудбарі та Кохістані, вимагаючи поліпшення управління та розвитку міст. Тому період до 1227 року був дуже мирним. Сам молодий імам вивчав духовні, філософські та юридичні науки.
У 1227 році Мухаммад III прийняв владу після смерті своєї матері і жорстко поводився з особами, які зловживали владою. Більшість із них виступили проти нього й втекли до Казвіну. Щоб висвітлити історію своїх зрад, вони почали поширювати чутки проти імама з гірким сарказмом. Деякі з них продовжували розповсюджувати, що мозок імама був уражений за кілька місяців до 1227 року, коли лікар прооперував його, що спричинило втрату зайвої крові. Втім протистояння було подолано дуже швидко. 
Під час правління Мухаммеда III сунітський конформізм, започаткований його батьком, був поступово й тихо скасований, і громада нізаритів все більше відкрито поверталася до ісмаїлізму. Був добре відомий своїми містичними заявами, які відображали його глибокі знання. 
Він створив спеціальну школу для навчання д'аї (проповідників) правилам навернення до ісмаїлізму нізаритського спрямування. Також підтримував наукові дискусії та дебати, які відбувалися в Аламуті. Мухаммад III призначив один день на тиждень для філософських і доктринальних дебатів між д'аї, керуючи ними вдосконалювати свої навички діалектичних дебатів, пропонуючи педагогічні методи та методи аргументації. Це зробило їх дуже досвідченими в діалектичних дискусіях і застосуванні аргументів. Особливо значним серед них був Кайс ібн Мансур аль-Дадіхі.
В подальшому інтелектуальне життя отримало особливий поштовх від припливу вчених різних конфесій із-за кордону, які тепер втекли від перших хвиль монгольських нападів і знайшли притулок у нізаритських фортецях. 

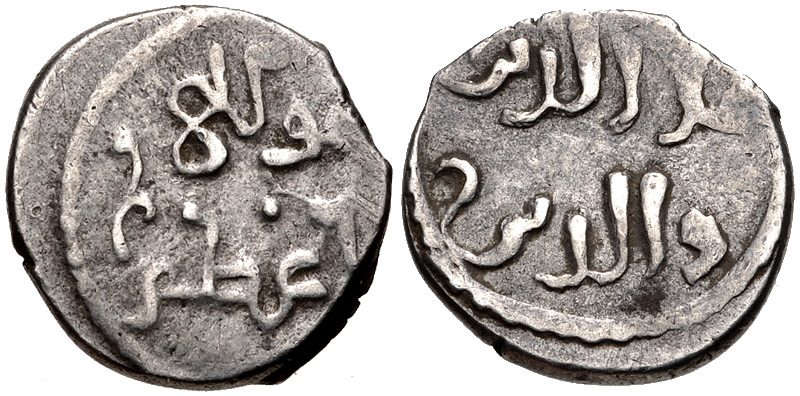
Срібний дірхем Мухаммада III

Разом з тим величне бачення світового панування на деякий час повернулося. На зміну суто місцевим чварам (вдалося змову підпорядкувати Тадж ад-Діна, лідера сирійських нізаритів) прийшла амбітна дипломатична діяльність у Європі, Мавераннахрі та Монголії. Фінансова плата за безпеку феодалів та монархів була отримана від політичних лідерів у таких віддалених регіонах, як Німеччина, Арагон і Ємен. Ала ад-Дін Мухаммад був одним з перших, хто надіслав мирне послання великому кагану Гуюку. Разом з тим релігійне вірування нізаритів міцно закріпилася в Сінді. 
При цьому свою резиденцію у другій половині панування переніс до перебудованої фортеці Маймун-Діз, яка уславилася унікальним стилем архітектури палаців та інших будівель.
У 1255 року Ала ад-Дін Мухаммад був убитий уві сні своїм найближчим довіреним Хасаном Мазандарані ударом сокири. Трон спадкував його старший син Рукн ад-Дін Хуршан.

## Творчість
Є автором основоположно го правила для низарійських ісмаїлітів під назвою «Мюриди» (відомий як «Конституція та заклик до віруючих відвідувати»). Цей трактат продемонстрував високі інтелектуальні та наукові здібності імама.